# 벨기에의 로마 가톨릭교회

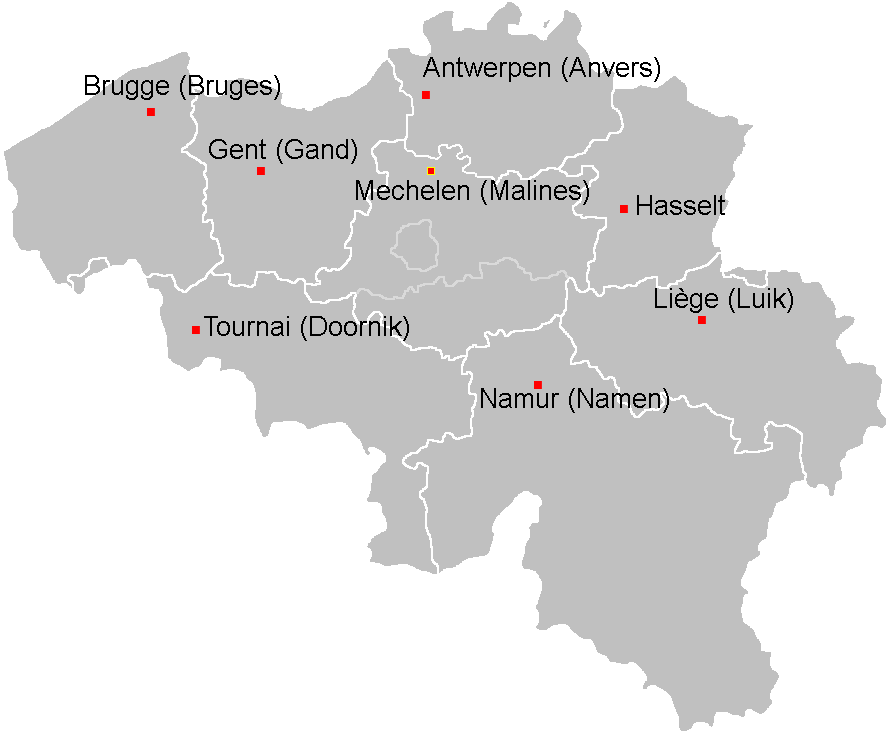

이 문서는 벨기에의 로마 가톨릭교회 문서이다. 벨기에에는 현재 전체 인구의 4분의 3에 해당하는 7백만명 이상의 가톨릭 신자가 있다. 그러나 성소자 수는 갈수록 감소하고 있는 추세다. 2010년 조사에 따르면, 말린-부르셀 대교구에는 약 1900명의 사제가 있는데, 그들 대부분은 은퇴를 했거나 은퇴 직전에 있는 상태이다. 2007년에는 겨우 두 명만이 사제 서품을 받았다.
벨기에에는 1개 관구에 8개의 로마 가톨릭 교구가 있다

## 메헬렌-브뤼셀관구
- 메헬렌-브뤼셀 대교구(Archdiocese of Mechelen-Brussels)
  - 안트베르펜 교구(Diocese of Antwerpen)
  - 브뤼헤 교구(Diocese of Brugge)
  - 헨트 교구(Diocese of Gent)
  - 하셀트 교구(Diocese of Hasselt)
  - 리에쥬 교구(Diocese of Liège)
  - 나무르 교구(Diocese of Namur)
  - 투르네 교구(Diocese of Tournai)